# Вукелич, Бранко (разведчик)
Бранко Вукелич (сербохорв. Бранко Вукелић/Branko Vukelić; 1904 — 13 января 1945) — югославский разведчик, работавший на агентурную сеть Рихарда Зорге в Японии.

## Начальный период жизни
Вукелич родился в Осиеке в 1904 году. Его отец Миливой был офицером в австрийской армии в Лике (регион в сегодняшней Хорватии), а его мать Вилма была из семьи еврейского происхождения.
Семья Бранко Вукелича переехала в Загреб (столицу нынешней Хорватии), где он учился в средней школе. В Загребе Бранко поступил в высшую школу, но был вынужден переехать в Париж из-за коммунистических убеждений. Там Вукелич закончил Сорбоннский университет по специальности в области права.
После окончания университета восстановил контакты с коммунистами.

## Жизнь в Японии
В 1933 году Вукелич был отправлен в Японию как агент советской разведки после того, как он был завербован членом Коминтерна. Он работал вместе с Рихардом Зорге наряду с Максом Клаузеном, Одзаки Хоцуми и еще одним агентом Коминтерна Мияги Ётоку. Вукелич устроился на работу во французскую газету «Авас» и в сербскую ежедневную газету «Политика» как её спецкор.
11 февраля 1933 Вукелич прибыл в Йокогаму и отчитался перед Рихардом Зорге.
Брак между Бранко и его первой женой Эдит был расторгнут из-за ряда скандалов, после чего он 26 января 1940 года женился на своей японской переводчице Ямасаки Ёсико. Этот брак считался рискованным для их операции, и Зорге не одобрял его. Вукелич решил жениться без ведома Зорге. Руководитель сети обратился за советом в Центр в Москве, но ему поступили инструкции, что Вукелич должен оставаться в Японии и продолжать работать в сети.
Основные направления деятельности Вукелича в сети сводились в первую очередь к сбору информации. Он собирал сведения из японских газет и журналов, а также через разнообразные связи в посольствах и журналистских кругах. Он также ведал фотографической работой сети.
Разведывательная сеть Зорге была разоблачена японской контрразведкой в октябре 1941 года. Хотя Зорге всячески пытался приуменьшить участие Вукелича и Мияги, Вукелич был приговорен к пожизненному заключению наряду с Клаузеном. Бранко посадили в Сугамо, а в июле 1944 года сослали на каторгу в Абасири (Хоккайдо, Япония). Вукелич не пережил холодную зиму, 13 января 1945 года он скончался, о чем 15 января сообщили Ёсико. Из тюрьмы Вукелич написал жене 159 писем, которые она хранила в своём доме в Токио.
Сын Вукелича Хироси Ямасаки учился на экономическом отделении юридического факультета Токийского университета, после чего поступил в аспирантуру при Белградском университете. У него было югославское имя: в Белграде его звали Лавославом.
Мать Вукелича Вилма была писательницей. После смерти Бранко она написала повесть, где в главном герое отразила черты своего сына. Умерла в Загребе в 1956 году.
Брат Вукелича Славомир принял участие в гражданской войне в Испании, после чего вернулся в СССР и работал в системе наркомата обороны как радиоинженер. Скончался от гриппа в августе 1940 года, похоронен в Москве.

## Память
Указом Президиума Верховного Совета СССР 5 ноября 1964 Вукелич был посмертно награждён орденом Отечественной войны первой степени. 29 января 1965 года Председатель Президиума Верховного Совета СССР передал эту награду жене и сыну Бранко Вукелича Ёсико Ямасаки и Хироси Ямасаки.